# Théâtre Titan
Le théâtre Titan est le plus important théâtre de la république de Saint-Marin, construit en 1750 et rénové par le Parti Fasciste de Saint-Marin dont l'argent provenait en grande partie du fascisme italien. Les rénovations ont commencé en 1936 sous la direction de Gino Zani (it) et il a été inauguré en présence des capitaine-régents le 3 septembre 1941. Il se compose de deux rangées de loges. Au centre de la première rangée se trouve la Palco della Reggenza réservée aux capitaine-régents. La scène est décorée de figures en relief qui évoquent l'histoire de la République de Saint-Marin depuis ses origines. Le dôme du théâtre est décoré des armoiries des châteaux de la République de Saint-Marin. Il a une capacité de 315 places.

## Capacité
| Secteur  | Capacité |
| -------- | -------- |
| Parterre | 147      |
| Loges    | 60       |
| Gradins  | 110      |
| Total    | 315      |

## Note
1. ↑  « Teatro Titano su Visit San Marino » [archive du 13 settembre 2016]